# Hylomyscus alleni
Hylomyscus alleni és una espècie de mamífer rosegador de la família dels múrids. Són rosegadors de petites dimensions, amb una llargada de cap a gropa de 67 a 96 mm, una cua de 101 a 152 mm, peus de 15,1 a 19,9 mm, orelles de 10,3 a 17,3 mm i un pes de fins a 30 g. Aquesta espècie és endèmica de l'Àfrica Occidental i Central, i viu en boscos caducifolis secs i humits.